# 君と僕はそこにいた
「君と僕はそこにいた」（きみとぼくはそこにいた）は、AiRIの4作目のシングル。2012年3月21日にLantisから発売された。

## 概要
前作「Pieces」から4か月ぶりのリリースとなる2012年1作目のシングル。表題曲は、テレビアニメ『機動戦士ガンダムAGE』の挿入歌として使用されている。
AiRIは自分のブログで、表題曲の作詞について「心を込めて書いた。」と語っている。また、『機動戦士ガンダムAGE』の挿入歌を担当することについて「ガンダム世界の中に歌声参加出来た」「夢のような気分」「光栄すぎて言葉にならない感覚」とも語っている。

## 収録曲
全作詞：AiRI、全作曲・編曲：宮崎京一
1. 君と僕はそこにいた
  - MBS・TBS系アニメ『機動戦士ガンダムAGE』第17話[7]挿入歌
2. 青い季節
3. 君と僕はそこにいた (Instrumental)
4. 青い季節 (Instrumental)

## 注
1. ↑  UR@N名義も含めると7作目。
2. ↑  “「機動戦士ガンダムAGE」挿入歌、AiRI「君と僕はそこにいた」本日発売！”. 2012年3月21日閲覧。
3. ↑  ““AiRI”のハイトーンボーカルが響く「機動戦士ガンダムAGE」挿入歌！”. 2012年3月21日閲覧。
4. ↑  “AiRIが『機動戦士ガンダムAGE』挿入歌のシングルをリリース！”. 2012年3月21日閲覧。
5. ↑  “告知しちゃっていいかなぁ♪”. 2012年3月21日閲覧。
6. ↑  “♪”. 2012年3月21日閲覧。
7. ↑  「友情と恋とモビルスーツ」